# Vengavasal
Vengavasal är en ort i Indien.   Den ligger i distriktet Kancheepuram och delstaten Tamil Nadu, i den södra delen av landet, 1 800 km söder om huvudstaden New Delhi. Vengavasal ligger 16 meter över havet och antalet invånare är 3 778.
Terrängen runt Vengavasal är platt, och sluttar österut.  Närmaste större samhälle är Pallāvaram, 7,9 km norr om Vengavasal. Omgivningarna runt Vengavasal är en mosaik av jordbruksmark och naturlig växtlighet.